# Arseni
Arseni (griechisch Αρσένι (f. sg.)) ist ein Dorf mit 1396 Einwohnern der Gemeinde Skydra in der griechischen Region Zentralmakedonien.

## Geographie
Arseni liegt zirka 8 km südwestlich der Stadt Skydra, 22 km südwestlich von Edessa, 27 km nördlich von Veria, 79 km nordwestlich von Thessaloniki in einer Höhe von rund 50 Metern über dem Meeresspiegel.
Die Ortsgemeinschaft hat eine Fläche von 13,241 Quadratkilometer (nur das Dorf selbst 54,0560 Hektar). In der Nähe (etwa 4,5 km westlich) befindet sich Loutrochori eines der bekanntesten Kurbäder Griechenlands.

## Bevölkerung
Die lokale Sprache ist Griechisch, neben dem griechisch-makedonischen Dialekt wird auch Pontisch gesprochen; die Bewohner sind heute allesamt Griechen, insbesondere griechische Makedonier und Pontier. Ein Teil der Bevölkerung verdient seinen Lebensunterhalt durch die Landwirtschaft.

### Einwohnerentwicklung
| Jahr                                                                                    | Einwohner | absolute Veränderung | relative Veränderung | ≈ % Gemeinde | Siedlungsdichte (Ew./km²) |
| --------------------------------------------------------------------------------------- | --------- | -------------------- | -------------------- | ------------ | ------------------------- |
| 1913                                                                                    | –         | –                    | –                    | –            | –                         |
| 1920                                                                                    | –         | –                    | –                    | –            | –                         |
| 1928                                                                                    | 0.410     | –                    | –                    | –            | 27,27                     |
| 1940                                                                                    | –         | –                    | –                    | –            | –                         |
| 1951¹                                                                                   | 0.996     | –                    | –                    | 10,22 %      | 66,25                     |
| 1961¹                                                                                   | 1.276     | + 280                | + 21,94 %            | 10,29 %      | 84,88                     |
| 1971¹                                                                                   | 1.276     | ± 000                | ± 00,00 %            | 09,59 %      | 84,88                     |
| 1981¹                                                                                   | 1.292     | + 016                | + 01,24 %            | 08,90 %      | 85,94                     |
| 1991¹                                                                                   | 1.459     | + 167                | + 11,45 %            | 09,58 %      | 97,05                     |
| 2001¹                                                                                   | 1.409     | – 050                | – 03,55 %            | 09,00 %      | 93,72                     |
| ¹ 1951–2001, alle Angaben nach Volkszählungen, Quelle: Gemeinde Skydra (Δήμος Σκύδρας). |           |                      |                      |              |                           |